# مقاطعة فوستر (داكوتا الشمالية)
فوستر (بالإنجليزية: Foster)‏ هي إحدى مقاطعات ولاية داكوتا الشمالية في الولايات المتحدة الأمريكية.